# Wacław Hendrich
Wacław Hendrich (ur. 1925 w Poznaniu, zm. 2014) – polski chemik i biochemik.

## Życiorys
Urodzony w 1925 r. w Poznaniu. Od 1945 r. studiował chemię na Uniwersytecie Jagiellońskim, uzyskując dyplom magistra w 1948 r. Doktoryzował się w 1960 r., habilitację uzyskał dziesięć lat później, w 1986 r. został profesorem nadzwyczajnym, a w 1993 r. otrzymał nominację profesorską.
W swojej karierze zawodowej na Uniwersytecie Wrocławskim był w latach 1973–1995 kierownikiem Zakładu Biofizyki i w latach 1973–1981 wicedyrektorem Instytutu Biochemii, a następnie od 1987 do 1991 jego dyrektorem. Ponadto pełnił funkcję prodziekana Wydziału Nauk Przyrodniczych. Udzielał się jako przewodniczący Polskiej Grupy Fotobiologii w latach 1979–1989, sekretarz zarządu Polskiego Towarzystwa Biofizycznego (1979–1983) oraz członek Komitetu Biochemii i Biofizyki Polskiej Akademii Nauk (1981–1984).
Promotor siedmiu doktorów, w tym dwóch habilitowanych. Autor 40 publikacji oraz współautor dwóch książek.
Zmarł w 2014 r., pochowany na cmentarzu przy ul. Działkowej we Wrocławiu.

## Odznaczenia[1]
- Złota Odznaka Związku Nauczycielstwa Polskiego (1968 r.)
- Złoty Krzyż Zasługi (1977 r.)
- Krzyż Kawalerski Orderu Odrodzenia Polski
- Medal Komisji Edukacji Narodowej (1993 r.)